# Edith Brodersen
Edith Brodersen (født 25. april 1934 i Flensborg, død 5. november 1979) var en dansk operasanger (sopran), der efter studier i Hamburg debuterede i 1957 på Schleswig-Holsteinisches Landestheater i Flensborg. Hun flyttede 1969 til København og var fra 1972 til sin tidlige død fast tilknyttet Det kgl. Teater i roller som Marguerite i Faust og Leonora i Maskarade. Hun modtog 1973 Elisabeth Dons Mindelegat.
Hun blev i 1969 gift med journalist og forfatter Hjalmar Havelund. Hun er begravet på Hellerup Kirkegård.